# Камея (национальный парк)
Камея (порт. Parque Nacional de Cameia) — национальный парк в провинции Мошико, Ангола.

## История
С 1937 года территория нынешнего национального парка Камея представляла собой заповедник. В 1957 году территория получила статус национального парка. Сегодня из-за нехватки персонала и ресурсов сохраняется проблема браконьерства. Правительство и международное сообщество прилагают большие усилия по поддержанию парка.

## География
Парк граничит на востоке с рекой Замбези, на юге и западе — с рекой Луэна, на севере граница проходит по Бенгельской железнодорожной линии.
Большая часть парка состоит из пойм рек, которые являются частью бассейна реки Замбези, впадающих в реку Шифумаже в северной части парка. Имеются также обширные саванные леса — «миомбо».
Территория национального парка Камея занимает затапливаемые равнины, из них только 10 % занято лесом, остальная территория — пастбища, и около 4 % — кустарники. Парк представляет собой уникальную природную среду, не встречающуюся в других частях Анголы.

## Биосфера
Наиболее распространенные млекопитающие: гну и большая чёрная антилопа. Растительная фауна представлена тростниковыми зарослями и болотными травостоями. В пределах национального парка Камея зарегистрировано, постоянно обитающих, около 29 видов водно-болотных птиц. Наиболее распространёнными видами являются чернолобый ткач, чёрно-красная ласточка , африканские бородатки, мухоловки, чернощёкий канареечный вьюрок и прочие пернатые.

## Галерея

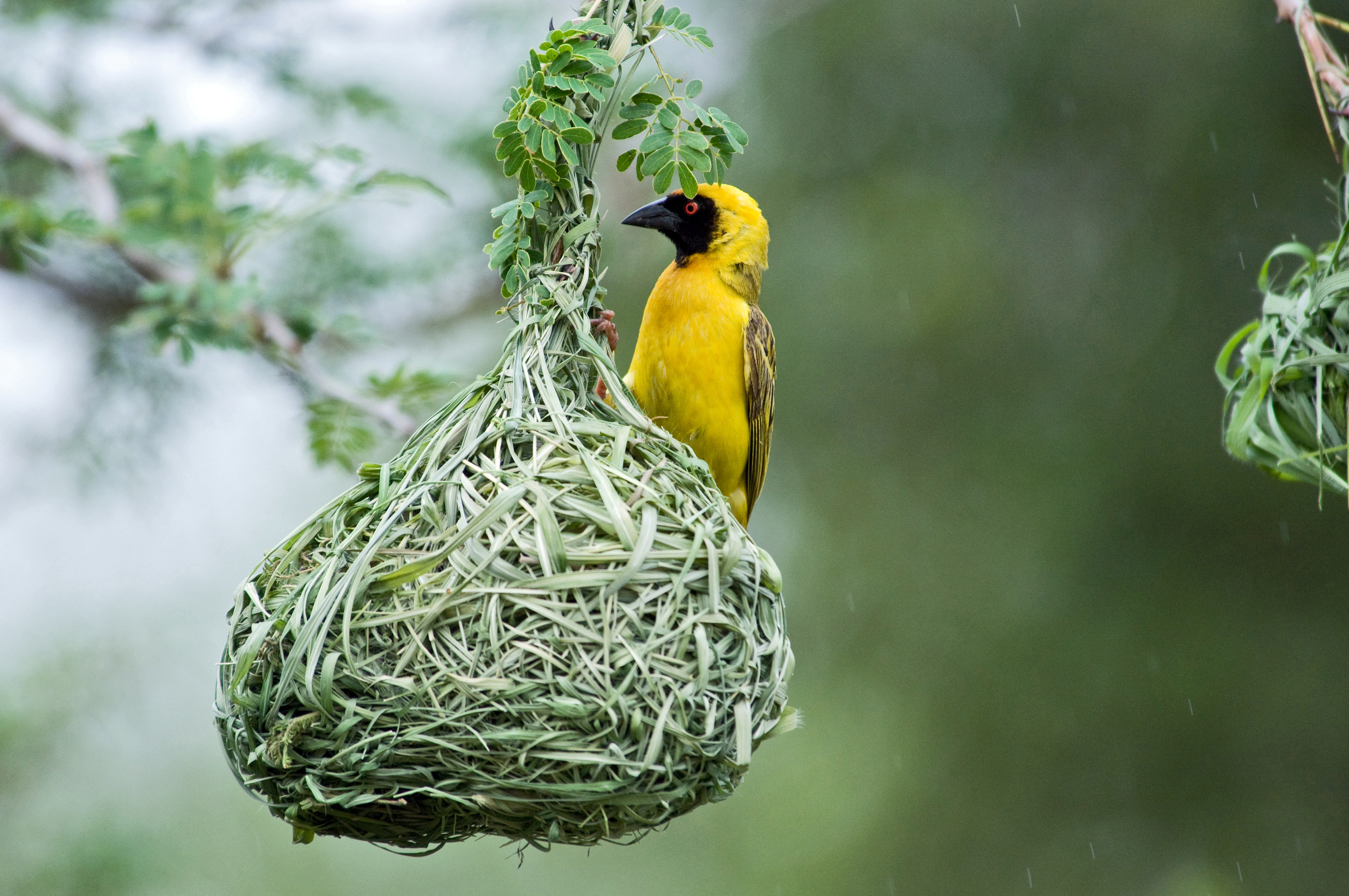
Гнездо чернолобого ткача
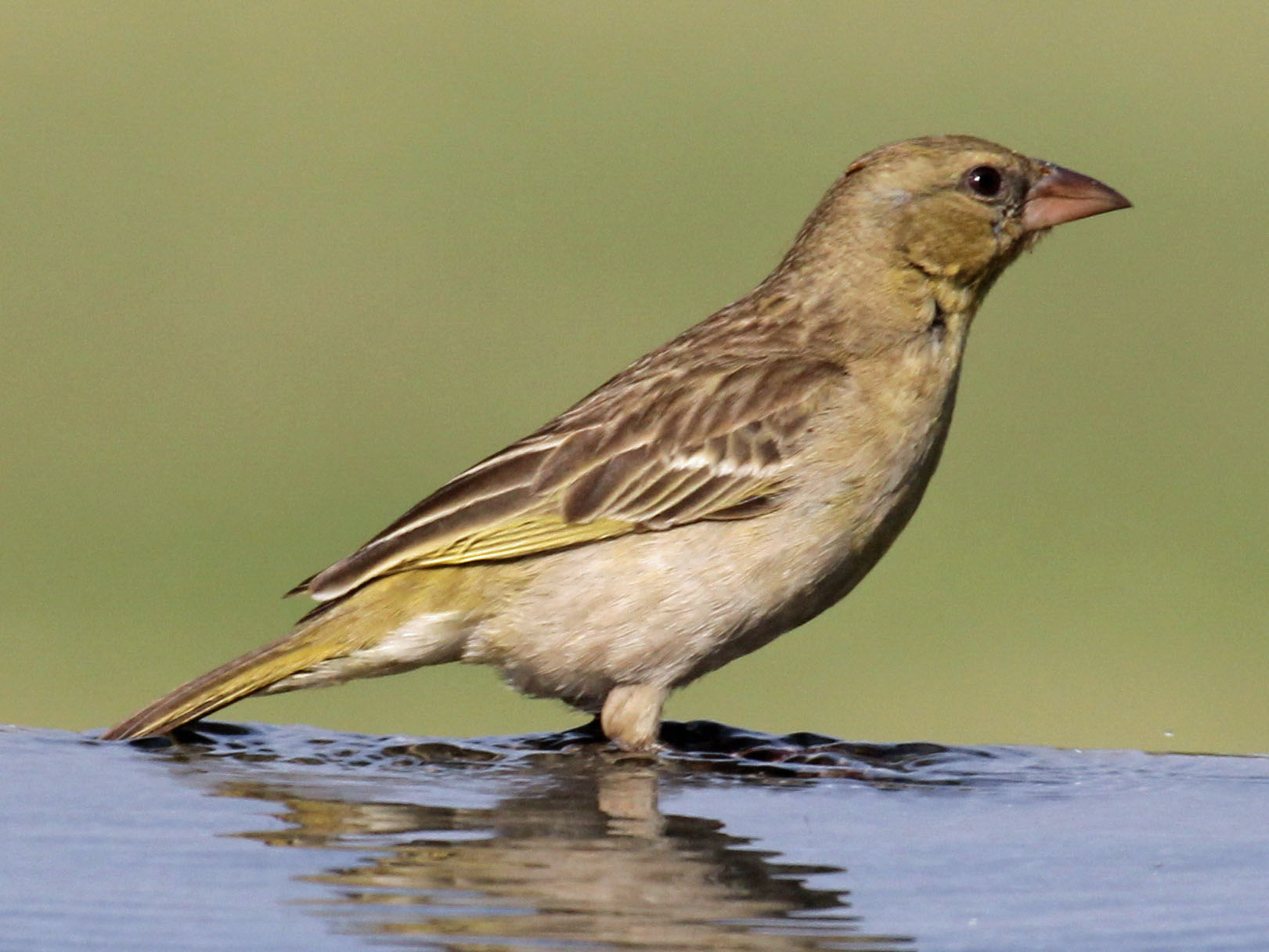
Чёрнолобый ткач (самка)
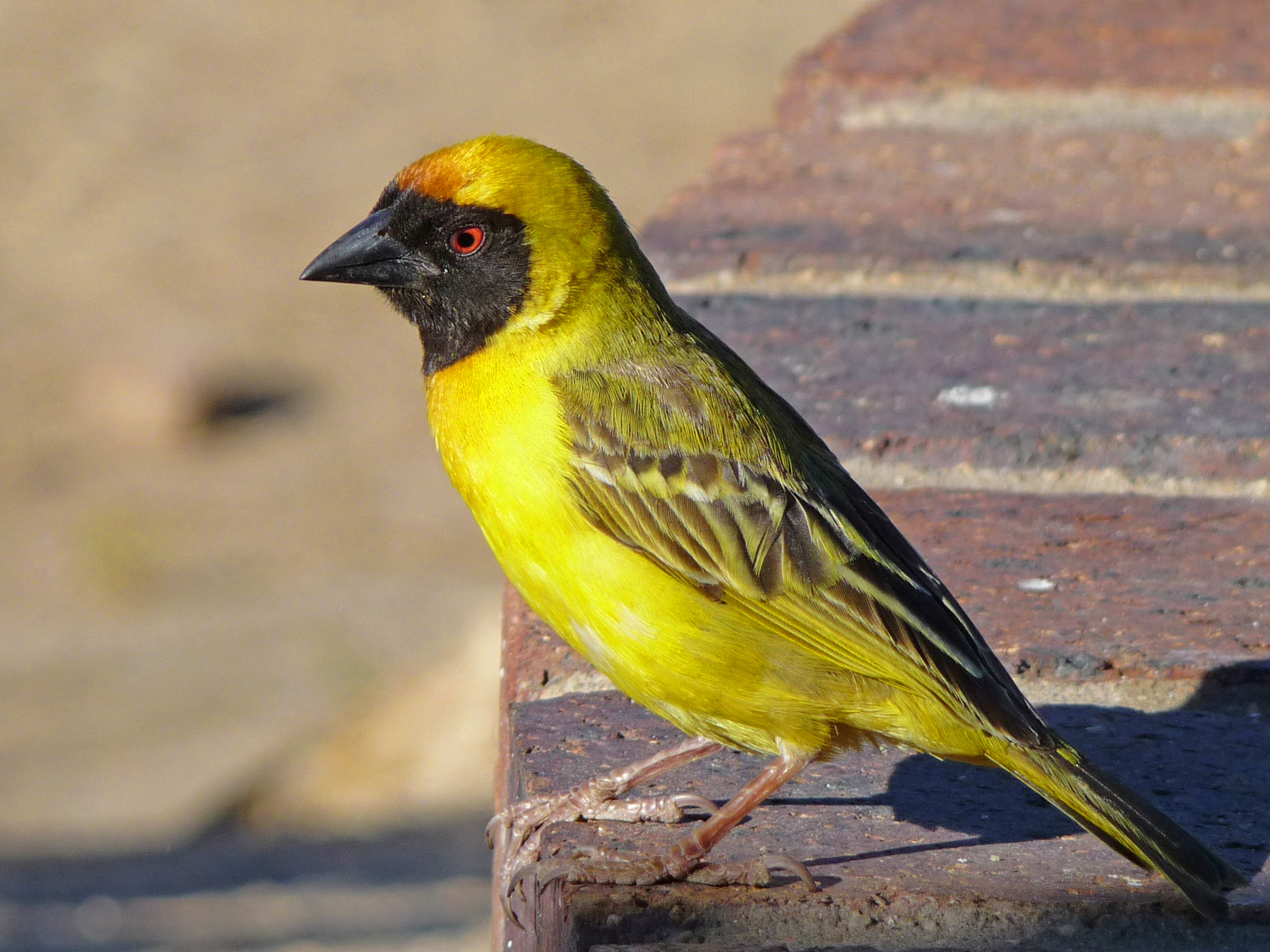
Чёрнолобый ткач (самец)
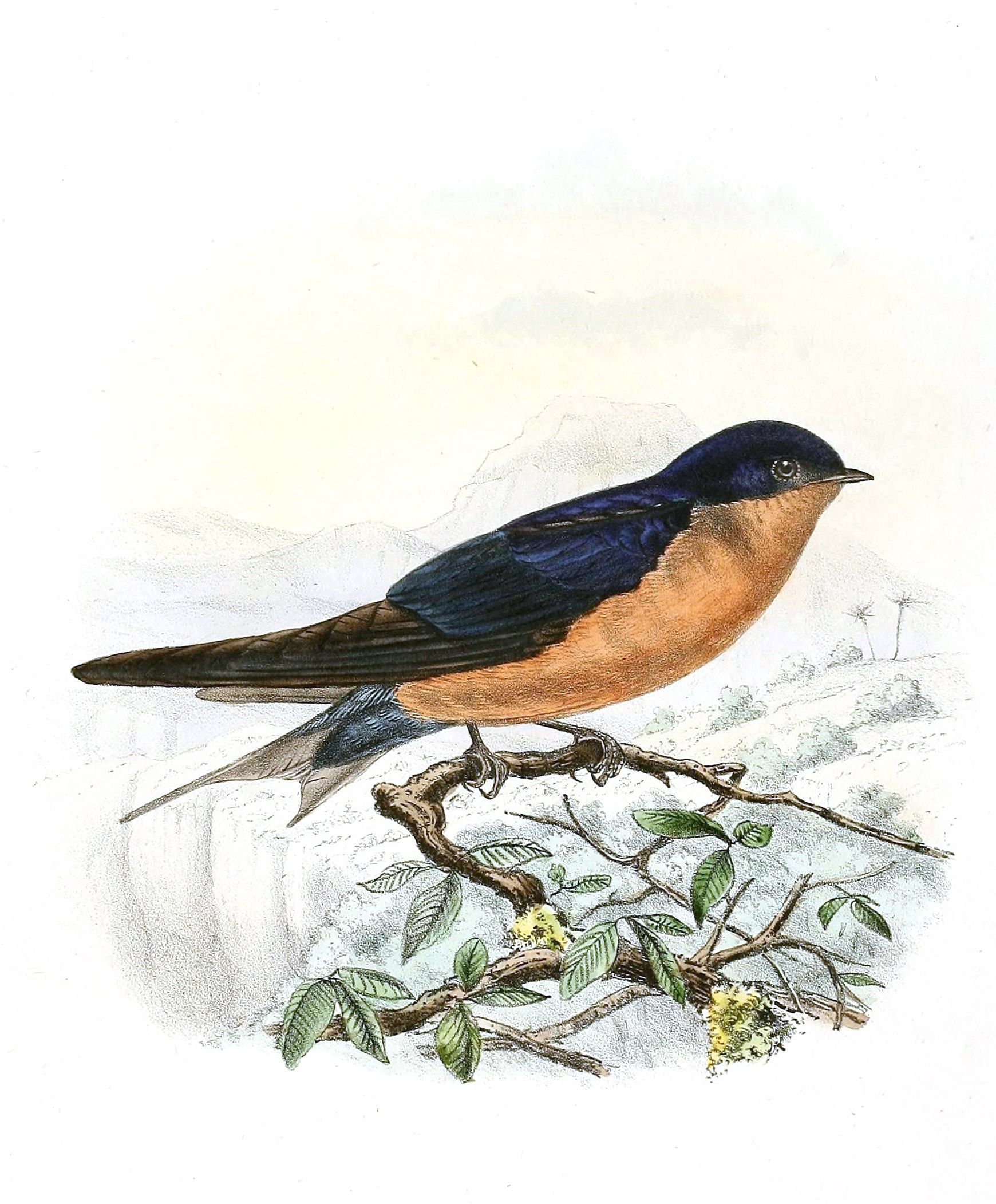
чёрно-красная ласточка
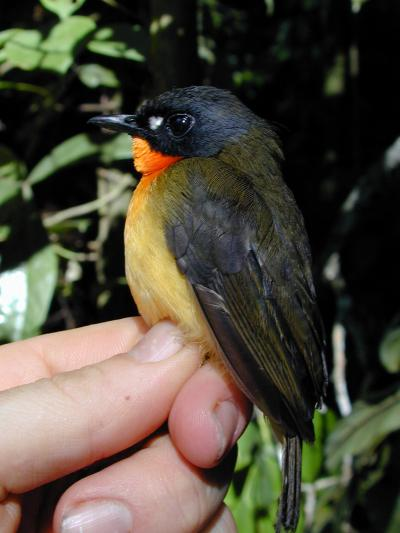
Африканская зарянка